# Actinostola callosa
Actinostola callosa is een zeeanemonensoort uit de familie Actinostolidae. Actinostola callosa werd in 1882 voor het eerst wetenschappelijk beschreven door Addison Emery Verrill. Het is een diepzeesoort en komt voor in zowel de Stille als de Atlantische Oceaan, van het continentale plat tot de abyssale diepten.

## Beschrijving
A. callosa heeft een cilindrische zuil tot 60 mm lang die breder is dan hoog; de pedaalschijf kan een diameter van 90 mm hebben. De zuil heeft regelmatig gerangschikte, opvallende knobbeltjes en er zijn vier kransen van tentakels. De algemene kleur van deze anemoon is geelachtig wit. De mondschijf is diep oranje.

## Verspreiding en leefgebied
A. callosa is bekend van zowel de Noord-Atlantische Oceaan als de Grote Oceaan. Het komt voor op de East Pacific Rise, een bergkam in het midden van de Stille Oceaan. Het leefgebied loopt van het continentale plat tot abyssale diepten, over het algemeen in het bereik van 84 tot 2.915 meter. Het komt voor op rotsen, zand of modder, en op schelpen of andere objecten op de zeebodem.

## Ecologie
Sommige zeeanemonen hebben lange slanke tentakels die zijn aangepast om plankton te vangen, maar A. callosa heeft relatief korte, stompe tentakels, zwaar bewapend met netelcellen, waardoor het grotere prooien kan vangen. Deze soort komt vrij algemeen voor in Noorwegen op de bodem van fjorden zoals Lurefjord en Sognefjord. Hier voedt het zich uitgebreid met schijfkwallen, zoals Periphylla periphylla, die algemeen voorkomen in deze fjorden.